# Ura E 〜Complete B side Melodies〜
『ura E 〜Complete B side Melodies〜』（ウラ・イー・コンプリート・ビー・サイド・メロディーズ）は、日本のガールズロックバンド・ZONEが2006年4月19日にSony Recordsから発売した1枚目のコンピレーションアルバムである。

## 内容
解散1周年を記念して発売された初の企画アルバム。
タイトルは前作『E 〜Complete A side Singles〜』の続編に当たる裏ベストを意味している。メジャーデビュー後に発売されたシングルのカップリング曲とオリジナルアルバムの収録曲を対象にファン投票で選曲された。
初回生産仕様盤には特典として28ページからなるスペシャルブックレットが同梱された。また、通常盤にも特典として20ページからなるブックレットが同梱された。
オリコン初登場18位を獲得。

## 収録曲
1. fortune [3:56]
1stシングルのカップリング曲。
2. mind [3:32]
11thシングルのカップリング曲。
3. 風のはじまる場所 [4:03]
1stアルバムの収録曲。
4. 愛花 [5:34]
15thシングルのカップリング曲。
5. Once Again [4:04]
14thシングルのカップリング曲。
6. JET [4:48]
15thシングルのカップリング曲。
7. GO! [3:40]
2ndアルバムの収録曲。
8. Like [4:53]
3rdアルバムの収録曲。
9. 空想と現実の夜明け [3:20]
8thシングルのカップリング曲。
10. ROCKING [4:13]
3rdアルバムの収録曲。
11. For Tomorrow [4:00]
7thシングルのカップリング曲。
12. Sae Zuri [4:46]
2ndアルバムの収録曲。
13. H・A・N・A・B・I〜君がいた夏〜 Ocean Version [5:40]
10thシングルの表題曲のリミックスバージョン。カップリング曲として収録されていたメンバー各々のソロバージョンを新たに編集してまとめられた。
14. アルバム [4:00]
12thシングルのカップリング曲。
15. 旅立ち… [4:57]
ベストアルバムの収録曲。
16. 一緒にいたかった [4:45]
6thシングルのカップリング曲。

## 参加ミュージシャン
ZONE
- MIYU：Vocal & Guitar
- MIZUHO：Vocal & Drums
- TOMOKA：Vocal & Guitar & Keyboard
- MAIKO：Vocal & Bass
- TAKAYO：Vocal & Guitar